# Adolf Timotheus Wislicenus
Adolf Timotheus Wislicenus (* 5. Oktober 1806 in Battaune, Kurfürstentum Sachsen; † 1. August 1883 in Blasewitz, Königreich Sachsen) war ein deutscher evangelischer Geistlicher.
Wislicenus, ein Sohn des Pfarrers Gottlob Timotheus Wislicenus, wurde während des Studiums der Evangelischen Theologie, das er in Leipzig, Heidelberg  und Halle absolvierte, 1829 Mitglied der Alten Halleschen Burschenschaft Germania. Nach den Examina wurde er 1833 Pfarrer in Bedra bei Merseburg in der preußischen Provinz Sachsen. Wie sein Bruder Gustav Adolf Wislicenus unterstützte er die rationalistische und liberale Oppositionsbewegung der Lichtfreunde. Als 1846 seine Wahl als Oberpfarrer an der Martinikirche in Halberstadt vom Magdeburger Konsistorium abgelehnt wurde, weil er eine Schrift zur Unterstützung seines Bruders veröffentlicht hatte, verließ er 1847 die evangelische Landeskirche in Preußen und gründete eine Freireligiöse Gemeinde in Halberstadt, die er bis 1854 betreute. Von hier aus pastorierte er auch Quedlinburg. Ende des Jahres 1848 wurde er aus politischen Gründen zu 14 Monaten Festungshaft verurteilt und kam erst Ostern 1850 zu seiner Gemeinde zurück. 1859 wurde er (als Nachfolger seines Bruders) Prediger an der Freireligiösen Gemeinde in Halle, 1861 in Berlin. Seinen Ruhestand verbrachte er ab 1868 in Blasewitz.
Einer seiner Söhne war der Astronom Walter Wislicenus.

## Schriften
- Christus in der Kirche: todt, erstehend und erstanden : 3 Predigten. Leipzig, 1845
- Beitrag zur Beantwortung der Frage: Ob Schrift? Ob Geist? Leipzig : Wigand, 1845
- Worte des Abschieds, in der Kirche zu Bedra, Sonntag den 11. Juli 1847. gesprochen und der Gemeinde daselbst als eine Gabe des Dankes überreicht. Halberstadt, 1847
- Religion und Politik: Vortrag vor der freien Gemeinde zu Halberstadt am 28. Mai 1848 gehalten. Halberstadt : Wenig, (1848)
- Entstehung, Anschauung und Sittlichkeit der freien Gemeinde: Vortrag gehalten zu Lübeck den 21. September 1851. 2. Aufl. 2. Abdr. - Lübeck : Boldemann, 1851
- Die freireligiöse Gemeinde in ihrer Bedeutung. Berlin: Plahn, 1865
- Das Preussische Gottesgnadenthum : Festrede am Krönungstage, den 18. October 1861, in der christ-katholischen „(freien)“ Gemeinde in Berlin. Berlin : F. Lobeck, 1868
- Die Geistlichkeit und die Schule : Aus Anlass der Vorlage über die Schulpflege-Ämter. Berlin: Duncker, 1868
- Tod und Auferstehung, die Gestalt des unvergänglichen Lebens : Drei Ostervorträge 1869 in der freireligiösen Gemeinde zu Berlin. Berlin, 1869
- Zur Kirchen- und Kloster-Frage : Verständlich für Jedermann. Berlin, 1870
- Die freie religiöse Bewegung in Deutschland und die freireligiöse Gemeinde in Berlin: geschichtlicher Überblick zur Feier des 25jährigen Bestehens der Gemeinde. Berlin : Rubenow, 1870
- Religiöse Erlebnisse vor fünfundzwanzig Jahren in Halberstadt. Halberstadt: Selbstverl; Heine in Komm., [um 1870]